# Duitama
Duitama es un municipio colombiano, ubicado en el departamento de Boyacá, en el centro-oriente de Colombia, en la región del Alto Chicamocha, del valle del Río Surba y del antiplano cundiboyacense. Es la capital y centro urbano de mayor tamaño en la provincia del Tundama. Se le conoce como "La Capital Cívica de Boyacá" y "La Perla de Boyacá". Es el puerto transportador terrestre más importante del oriente colombiano, localizado sobre varias de las principales vías de la región, incluida la carretera Troncal Central del Norte, lo que lo convierte es un punto estratégico para la prestación de servicios y el desarrollo de las actividades industrial y comercial en esta región del país. De acuerdo con el DANE, solo el 3,36% de la población presenta necesidades básicas insatisfechas (DANE, 2018), lo que la ubica como una de las ciudades de mayor calidad de vida a nivel nacional. Cuenta con una población estimada de 132 894 habitantes a 2024, de acuerdo con las proyecciones del censo DANE.
Su localización geográfica la ha consolidado como una de las ciudades de mayor proyección en el oriente de Colombia. Es uno de los tres principales centros urbanos en el Departamento de Boyacá, siendo parte fundamental del Corredor Industrial de Boyacá, la principal área económica del Departamento.  Presenta una diversidad productiva, principalmente en lo que se refiere a las actividades educativa, comercial, industrial transportadora y de servicios, formando con Sogamoso y otros municipios de las Provincias de Tundama y Sugamuxi una conurbación de facto, con una población superior a los 350,000 habitantes, con influencia en amplias regiones del centro, norte y oriente de Boyacá.  Hace parte del eje histórico y patrimonial donde se escenificó la guerra de independencia de Colombia.  Muy cerca, aproximadamente a 8 kilómetros, se encuentra el Pantano de Vargas, donde se llevó a cabo una de las mayores batallas sobre el ejército español, lo que se refleja en las tradiciones históricas y el patrimonio cultural de la región.

## Toponimia
El nombre de Duitama significa "a mi el tributo" en muyskkubun (idioma muisca). En sus inicios, Duitama correspondía a un caserío muisca gobernado por el cacique Tundama, vocablo que cambió por Duitama, señor absoluto y poderoso que tenía por jefes tributarios a los caciques Onzaga, Soatá, Chitagoto, Susacón o Cabita, Icabuco, Lupachoque, Sátiva, Tutazá y Cerinza. Los naturales vivían en bohíos, buscando las alturas del llano de los Indios, Tigua, hoy cerros de La Milagrosa, Cargua, La Tolosa, San José (La Alacranera) y Tocogua.

## Historia
En la conquista se produjo una inmensa disminución de los pobladores por muerte en combates y por huida de otros, luego de haber sido sometidos a tratamientos humillantes. El abandono de las fértiles tierras por parte de los indígenas, atrajo la ocupación inmediata de los conquistadores, quienes iniciaron un ordenamiento urbanístico acorde a las reglamentaciones expedidas por el imperio español. 
Duitama se fundó como encomienda en el año 1539 y su encomendero fue Baltazar Maldonado, Después de la muerte de Baltazar, Duitama se convirtió en Corregimiento.
Los primeros misioneros educadores que llegaron a Duitama fueron los de la orden de Santo Domingo, ellos consagraron el lugar como centro doctrinal hasta 1775, cuando ésta fue erigida como Parroquia. En Duitama se instauró por primera vez el servicio militar obligatorio, por orden del Libertador Simón Bolívar en 1819, año en el que también se erigió Duitama como Municipio.
En la primera mitad del siglo XX, Duitama se fortalece como una región eminentemente agrícola y se consolidan empresas molineras como Molino Tundama y posteriormente lo hacen los Molinos del Sol y el Cóndor, e igualmente la Fábrica Bavaría. 
Estos hechos, al lado de la llegada del ferrocarril en 1923 y la terminación de la carretera a Bogotá, marcaron un punto importante en el desarrollo de la economía local, gracias a la generación de empleo que motivó el desplazamiento de pobladores de la zona rural y de otros municipios cercanos al centro de la ciudad, consolidando de esta forma el casco urbano.
A partir de 1950 la actividad puramente agrícola se ve modificada por la ocupación productiva-industrial sobre la región en el denominado corredor industrial de Boyacá. Fábricas e industrias como Paz del Río, Coca-Cola, Postobon-lux, Cementos Boyacá, Siderúrgica de Boyacá, Metalúrgica, Sofasa, Termopaipa, Maguncia, y otras, generaron empleos y desplazamiento de los pobladores rurales al casco urbano de la ciudad.
En la década de los ochenta, la construcción de la Ciudadela Industrial (Cooperativa Industrial de Boyacá - CIDEB- Ltda.) calificada como Parque Industrial por el Ministerio de Desarrollo Económico, y el rápido crecimiento del gremio transportador cobraron una inusitada importancia en la economía del municipio. Todo este proceso de industrialización, conllevó el crecimiento acelerado de la ciudad y configuró aún más el área de influencia de Duitama. 

### Cacique Tundama
Tundama (†1539) fue un cacique y señor de los territorios de Duitama. Gobernaba al momento de la llegada de los españoles y, pese a que los demás caciques muiscas se habían rendido en 1538, opuso feroz resistencia a los españoles.
Inicialmente atacó a Gonzalo Jiménez de Quesada, que estuvo a punto de morir en Bonza cuando regresaba de Sogamoso. 
Mientras el resto de los dominios Muiscas se sometían y hasta los Panches, y Guanes; Tundama continuaba desafiante. Un año después el 15 de diciembre de 1539 se enfrentó en una batalla al capitán Baltasar Maldonado que contaba además de sus hombres con unos 2 000 yaconas aliados, en las llanuras pantanosas de Duitama. Con unos 10 000 soldados se atrincheró dentro de sus territorios, que parecían islas, rodeadas de pequeñas lagunas esta fortaleza militar anuló la ventaja de la caballería española. 
Resistió varios días perdió más de 4 000 hombres y otros desertaron del campo de batalla. Pero aun así mantuvo firme sus posiciones. Los españoles lo tuvieron al alcance de comunicarse directamente con él e intentaron intimidarle, pero Tundama afirmó que aspiraba dar muerte a estos y a sus caballos para realizar ofrendas a sus esposas. Varios días después se le ofreció un tratado de paz pero lo rechazó, recordándoles que habían dado muerte a los zipas y zaques. Resistió cerca de 15 días y causó enormes bajas a los españoles y sus aliados, hasta que una carga de caballería destruyó finalmente una de sus fortalezas abriendo una brecha, los españoles tomaron Duitama y por último capturaron a Tundama quien fue muerto a martillazos por el mismo capitán Maldonado.

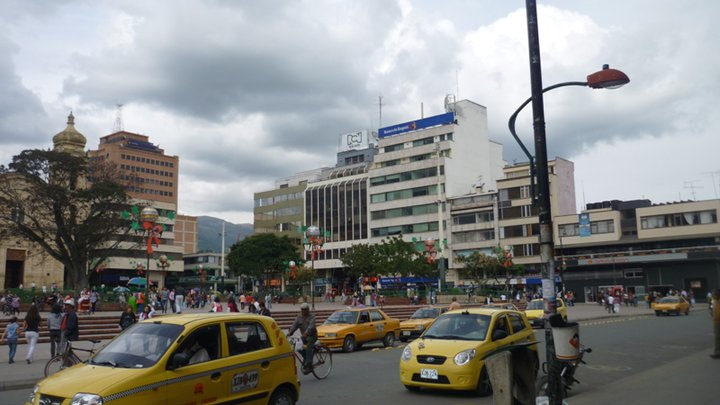
Marco de la Plaza de los Libertadores de Duitama.

### Colonia
La primera vez que los españoles oyeron hablar del cacique Tundama fue en 1537, recién llegados a las tierras muiscas del Altiplano Cundiboyacence. Cerca del poblado indígena de Iza, un grupo de españoles al mando del futuro conquistador de los llanos, Juan de San Martín se encontró con un anciano a quien le faltaba una mano y llevaba las orejas cortadas, pendientes a lado y lado del cuello. Ese castigo -dijo él- le había sido infligido de propia mano por Tundama por haber osado sugerir que se rindieran ante los españoles ya que don Gonzalo Jimenez de Quesada le ofreció la paz. Ante la conquista, los muiscas tuvieron varias opciones. Unos aceptaron el avasallamiento tras la derrota militar, como los hombres de Quemuenchatocha en Tunja o los de Tisquesusa en Zipaquirá. Otros, como los tunebos del norte de Boyacá prefirieron la muerte y optaron por lanzarse al vacío desde la peña de los Muertos, cayendo al río Nevado. Para Tundama, en cambio, la única salida fue la guerra a muerte. En palabras del historiador Javier Ocampo López, Tundama se convirtió temprano en la Conquista en el “héroe máximo de la resistencia indígena en el Nuevo Reino de Granada”. El cacique Tundama tenía una gran área de influencia. A él le rendían tributo docenas de caciques menores, muchos de ellos con nombres sonoros como Icabuco y Saquencipá, Sátiva y Socotá, Tibabita y Tibativa, Chitagote y Tocavita. Para enfrentarse con los españoles logró reunir un ejército de diez mil hombres, según refieren los tres grandes cronistas de Indias que narran su lucha: Juan de Castellanos, fray Pedro Simón y Lucas Fernández de Piedrahíta. 

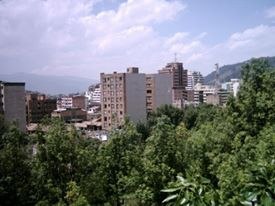
Panorámica de la zona céntrica de Duitama.

La gran batalla, que podría ocupar el primer lugar en número de víctimas entre todas las de la historia de la ciudad, ocurrió el 15 de diciembre de 1539 en el Pantano de la Guerra, en la llanura pantanosa que hoy ocupa Duitama. Al enfrentar a los hombres del capitán Baltasar de Maldonado, futuro encomendero de Duitama, murieron en combate cuatro mil de los hombres de Tundama, y otros tantos resultaron heridos. Los españoles eran solo cien, cuarenta de ellos a caballo, pero contaban con la ayuda de dos mil indígenas -yanaconas del Perú y de otras etnias locales- que se habían unido a su causa. Tundama, que corrió hasta el final de la batalla entre sus tropas para darles ánimo, fue capturado vivo y ejecutado a golpes de martillo por el propio Maldonado. Fue el fin de la resistencia muisca. El ‘pueblo de indios’ de Duitama, que fuera alguna vez la sede principal del cacicazgo de Tundama, no tiene acta formal de fundación, lo que ha preocupado siempre a los políticos locales que han querido un onomástico para sus desfiles. Para completar, Duitama fue durante toda la Colonia y casi un siglo de vida republicana un poblado secundario. Solo dos hechos destacables tuvo Duitama en tiempos coloniales. Por un lado, en sus tierras se estableció en 1789 el marqués de Surba y Bonza, una de las pocas familias criollas que presuntamente lograron adquirir títulos reales en España. Por otro, en 1778 visitó la recién creada parroquia de Duitama don Francisco Moreno y Escandón, en lo que sería la única visita de alguna de las grandes autoridades del virreinato.

### Independencia
En la guerra de Independencia Duitama sí tuvo papeles más importantes. Junto a la casona del marqués don Joaquín del Castillo acamparon los ejércitos de Bolívar la víspera de la batalla del Pantano de Vargas. Y del pueblo de Duitama salieron muchos de los reclutas de esta batalla y de la de Boyacá, reclutas que, en palabras del oficial de la Legión Británica Daniel O'Leary, para darles un aire marcial había primero que quitarles la ruana, despojarlos del sombrero y trasquilarlos, a más de “instruirlos en el manejo del arma y hacer que disparasen sin cerrar los ojos y volver la cabeza hacia atrás, poniendo en mayor peligro su propia vida y la de sus compañeros que la de los contrarios”. El punto de inflexión histórica en que Duitama empezó a convertirse en una de las grandes ciudades del departamento llegó más tarde, hacia el primero y segundo decenios del siglo XX. Durante el quinquenio del gobierno de Rafael Reyes, nacido en la vecina población de Santa Rosa de Viterbo, Duitama tuvo un alcalde progresista, aunque un tanto dictatorial. Se llamaba Tadeo Prieto, y era tío del presidente Reyes. Un domingo, el alcalde hizo que la fuerza pública cerrara el camino a Santa Rosa, a donde la gente acostumbraba ir el día de mercado, para obligarlos a hacer sus compras en el pueblo. Prieto castigaba con cárcel el incumplimiento de normas menores como el desaseo; él mismo se puso preso alguna vez -cuentan- por caer en alguna de estas penas menores. En 1911 se conformó en Duitama la Industria Harinera del Tundama cuyo edificio, hoy abandonado, debería ser monumento nacional. Sus molinos eran movidos con moderna maquinaria a vapor y su sirena, que señalaba los horarios de los trabajadores, fue por muchos años el reloj público de Duitama. Con la construcción de la Carretera Central del Norte, inaugurada en 1928, Duitama quedó situada en una encrucijada de caminos e hizo del transporte público otro emporio industrial.

## Geografía
Duitama se localiza en el departamento de Boyacá, pertenece a la región geográfica Andina y se ubica en el altiplano Boyacense, entre los cauces del río Chiticuy y el Río surba. Duitama es capital de la provincia del Tundama y se encuentra sobre el corredor industrial de Boyacá (Ver Mapa1).
La ciudad está rodeada y atravesada de sur a norte por los cerros de la Milagrosa o el Calvario, San José Alto, Alacranera o Tavor, la Tolosa, el Cargua, Tocogua, Pan de Azúcar, el Cerro del Nevado, el Alto del tigre y el Monte Rusio (más conocido como el páramo de la Rusia). Los anteriores accidentes geográficos son todos pertenecientes a las estribaciones de la cordillera oriental. 
Dentro de sus principales puntos orográficos destacan los páramos de Pan de Azúcar y el páramo de La Rusia con alturas que superan los 3.800 m s. n. m. Igualmente destaca la Cuchilla de Laguna Seca (sector donde se ubican las antenas de radio), el Morro de la Rusia (donde se ubica las torres y antenas de transmisión), Cerro de Pan de Azúcar, Morro de La Cruz, Morro de Peña Blanca y cuchilla de Peña Negra (donde se ubica la Base Militar).

### Posición geográfica
Se encuentra ubicada a los 5 grados, 49 minutos y 42 segundos latitud norte; 1 grado, 2 minutos y 48 segundos de longitud en relación con el meridiano de Bogotá; y 73 grados, 3 minutos de longitud occidente de Greenwich.

### Límites
| Noroeste: Charalá ( Santander) | Norte: Encino ( Santander) (Páramo de Guanetá) | Nordeste: Encino ( Santander)  |
| Oeste: Paipa                   |                                                | Este: Santa Rosa de Viterbo    |
| Suroeste: Paipa                | Sur: Tibasosa                                  | Sureste: Santa Rosa de Viterbo |

### Altitud
La altitud aproximada es de 2535 m s. n. m. en la plaza de los Libertadores.

### Extensión
Según información actualizada del Instituto Geográfico Agustín Codazzi, Duitama tiene una extensión total de 267.042 km², de los cuales el 3,29% (8,861km) corresponden a zona urbana y el 96,6% (258,180) corresponden a zona rural.

### Topografía

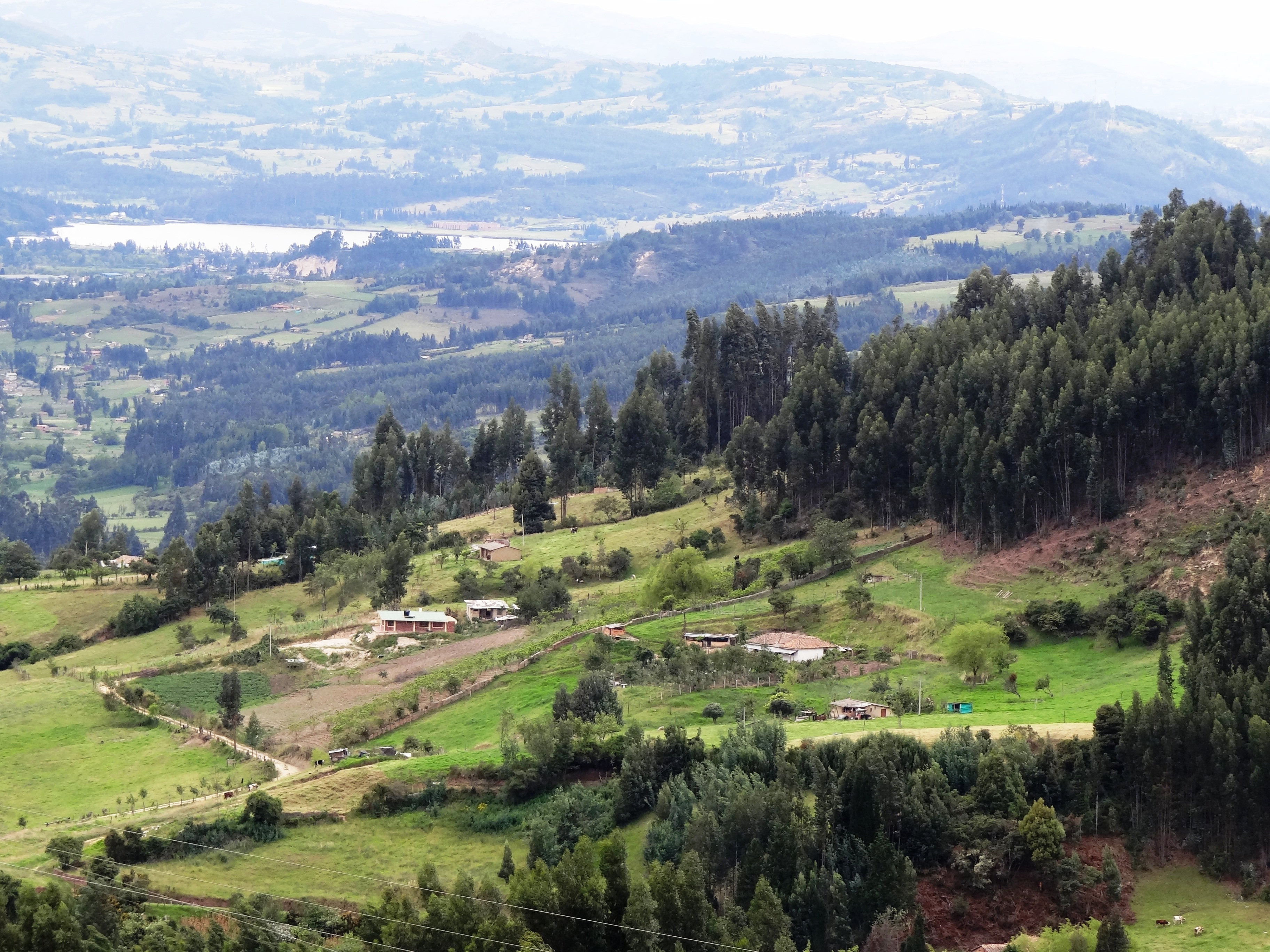
Paisaje duitamense.

Duitama se encuentra localizada en el Valle del Alto Chicamocha en la región del Altiplano Cundiboyacense, sobre la Cordillera Oriental de los Andes en el centro del país. En el área urbana se identifican los cerros tutelares de la Milagrosa, La Tolosa y San José (La Alacranera), cerro las lajas y cerros perimetrales como el cerro Las Cruces y el cerro Cargua.
En la Jurisdicción del Municipio de Duitama, se localiza un área de ecosistema páramos conformados por el de Pan de Azúcar y la Rusia. Este ecosistema de páramo del sistema montañoso de Los Andes, da origen a una excepcional estrella hidrográfica, alimentando los ríos que bañan regiones correspondientes a los departamentos de Boyacá y Santander. Duitama cuenta con 12.000 hectáreas de páramo los cuales corresponden al 50% del territorio representado en los páramos de la Rusia y Pan de Azúcar.
- Los recursos biológicos de los dos páramos albergan en su territorio los tres géneros existentes de Frailejón a saber: Espeletia, Espeletiopsis, Paramiflos; con un total de 11 especies referenciadas, alguna de ellas endémicas, entre las 38 identificadas para la cordillera oriental. Se reportan elementos arborescentes como palma (palmitos) y helechos que son muy abundantes. Se incluye una gran diversidad de bromeliáceas, orquídeas, líquenes y musgos.

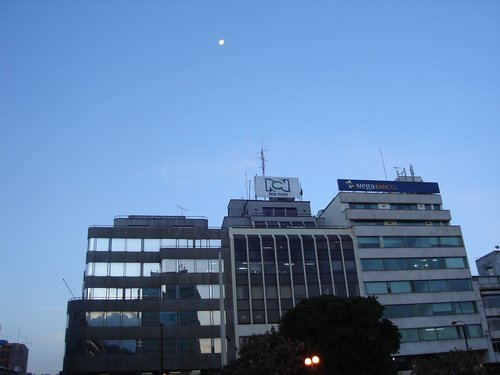
Duitama se destaca por la modernidad de sus edificaciones.

### Hidrografía
Los recursos hídricos de los ríos y quebradas: En una abrupta y quebrada topografía se representan valles profundos disectados por un gran número de drenajes donde tienen origen los ríos chontales,rio la Rusia, río Surba, río Chiticuy y numerosas quebradas que alimentan la vertiente seca del río Chicamocha.
- Lagunas: Se destaca Cachalu, Agua Clara, Pan de Azúcar y Las Cruces. Se complementan con laguna Corralitos, el Juncal, Aracoba, Peña Negra, Chochal, los Cuadros, Pozo Negro y numerosos humedales.

- Humedales: Funcionan en el páramo como sistemas ecológicos menores y se constituyen en el ecosistema ecológico más amenazado de la zona por actividades ovinas y ganaderas. Algunos peces y patos de páramo propios de este hábitat han perdido su espacio, por la competencia de alimento generada a partir de la introducción de la trucha a esto se suma la actividad antròpica (caza, mal uso de agua y suelo) ejercida sobre estos ecosistemas.

### Clima

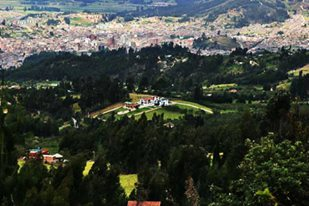
Vista panorámica de Duitama.

En el municipio de Duitama la altura barométrica es de dos mil quinientos cincuenta metros (2550 metros) sobre el nivel del mar y la temperatura promedio es de 15° centígrados. El promedio anual de la distribución de la precipitación está calculado en 1.128 m.m.; los períodos de lluvias corresponden estadísticamente a los meses de marzo a mayo y de septiembre a noviembre; la temporada seca principalmente corresponde a los
meses de junio a agosto y de diciembre a febrero. La humedad relativa es del 81.4 % promedio; los vientos predominantes proceden del sureste y del sur, la velocidad media es de 2.86 y 3.29 m/s, los vientos son más fuertes en julio y agosto; la insolación o brillo solar corresponde a 5 horas promedio por día y de 1820 horas anuales de sol.
Según diagnóstico biofísico del municipio de Duitama existen tres grandes zonas climáticas:
- Clima frío húmedo:

Se ubica entre los 2500 y 3000 ms.n.m, con una temperatura media de 14.2 grados centígrados. Corresponde a las veredas de Tocogua, San Lorenzo de Abajo, San Lorenzo, Higueras, Quebrada de Becerras, San Antonio Sur y Norte, parte de Surba y Bonza.
- Clima muy frío subpáramo seco:

Esta unidad se distribuye entre los 3000 ms.n.m. y los 3.600 m s. n. m. con curvas de isoyetas entre los 1.100 y los 1.500 m.s.n.m y con una temperatura promedio de 8 grados centígrados. Corresponde a las veredas de Avendaños, el Carmen, Santa Ana, Siratá, parte de Norte de la vereda Surba y Bonza.
- Clima de páramo seco:

Esta unidad se distribuye entre los 3600 y 3800 ms.n.m. que hace parte de las alturas más representativas del municipio, correspondiente a las veredas de Avendaños y parte norte de Santa Ana, vereda Santa Bárbara. La precipitación que se presenta en la zona es la correspondiente al curva de isoyeta 1200 ms.n.m. y 1.560 m.s.n.m.
Según la clasificación de Köppen, Duitama posee un clima de tipo Cfb: oceánico de alta montaña. Al igual que todas las regiones de la Zona Intertropical, el clima está influenciado solamente por la altitud y las corrientes oceánicas que causan leves variaciones de temperatura, la más significativas entre el día y la noche como se puede observar en la siguiente tabla.
Presión barométrica: 1024 hPa

| Parámetros climáticos promedio de Duitama (2530 m s. n. m.).                 | Parámetros climáticos promedio de Duitama (2530 m s. n. m.). | Parámetros climáticos promedio de Duitama (2530 m s. n. m.). | Parámetros climáticos promedio de Duitama (2530 m s. n. m.). | Parámetros climáticos promedio de Duitama (2530 m s. n. m.). | Parámetros climáticos promedio de Duitama (2530 m s. n. m.). | Parámetros climáticos promedio de Duitama (2530 m s. n. m.). | Parámetros climáticos promedio de Duitama (2530 m s. n. m.). | Parámetros climáticos promedio de Duitama (2530 m s. n. m.). | Parámetros climáticos promedio de Duitama (2530 m s. n. m.). | Parámetros climáticos promedio de Duitama (2530 m s. n. m.). | Parámetros climáticos promedio de Duitama (2530 m s. n. m.). | Parámetros climáticos promedio de Duitama (2530 m s. n. m.). | Parámetros climáticos promedio de Duitama (2530 m s. n. m.). |
| Mes                                                                          | Ene.                                                         | Feb.                                                         | Mar.                                                         | Abr.                                                         | May.                                                         | Jun.                                                         | Jul.                                                         | Ago.                                                         | Sep.                                                         | Oct.                                                         | Nov.                                                         | Dic.                                                         | Anual                                                        |
| ---------------------------------------------------------------------------- | ------------------------------------------------------------ | ------------------------------------------------------------ | ------------------------------------------------------------ | ------------------------------------------------------------ | ------------------------------------------------------------ | ------------------------------------------------------------ | ------------------------------------------------------------ | ------------------------------------------------------------ | ------------------------------------------------------------ | ------------------------------------------------------------ | ------------------------------------------------------------ | ------------------------------------------------------------ | ------------------------------------------------------------ |
| Temp. máx. abs. (°C)                                                         | 27.0                                                         | 28.4                                                         | 27.0                                                         | 26.4                                                         | 27.0                                                         | 27.0                                                         | 24.2                                                         | 25.0                                                         | 26.0                                                         | 25.4                                                         | 28.2                                                         | 26.4                                                         | 28.4                                                         |
| Temp. máx. media (°C)                                                        | 22.1                                                         | 22.3                                                         | 21.9                                                         | 21.1                                                         | 20.7                                                         | 20.3                                                         | 19.9                                                         | 20.1                                                         | 20.4                                                         | 20.7                                                         | 21.0                                                         | 21.5                                                         | 21                                                           |
| Temp. media (°C)                                                             | 14.0                                                         | 14.3                                                         | 14.5                                                         | 14.6                                                         | 14.3                                                         | 13.7                                                         | 13.3                                                         | 13.4                                                         | 15.5                                                         | 13.7                                                         | 14.0                                                         | 13.7                                                         | 14.1                                                         |
| Temp. mín. media (°C)                                                        | 4.7                                                          | 5.6                                                          | 6.9                                                          | 8.1                                                          | 7.9                                                          | 6.8                                                          | 5.9                                                          | 6.0                                                          | 6.0                                                          | 7.1                                                          | 7.4                                                          | 5.9                                                          | 6.5                                                          |
| Temp. mín. abs. (°C)                                                         | -3.6                                                         | -7.2                                                         | -3.2                                                         | 0.0                                                          | 0.0                                                          | -2.0                                                         | -1.4                                                         | -2.0                                                         | -0.2                                                         | -1.2                                                         | -0.3                                                         | -4.0                                                         | -7.2                                                         |
| Lluvias (mm)                                                                 | 26                                                           | 47                                                           | 78                                                           | 121                                                          | 117                                                          | 69                                                           | 47                                                           | 51                                                           | 78                                                           | 115                                                          | 90                                                           | 43                                                           | 882                                                          |
| Días de lluvias (≥ 1 mm)                                                     | 7                                                            | 10                                                           | 14                                                           | 18                                                           | 18                                                           | 16                                                           | 16                                                           | 16                                                           | 16                                                           | 19                                                           | 17                                                           | 11                                                           | 178                                                          |
| Horas de sol                                                                 | 194                                                          | 165                                                          | 159                                                          | 131                                                          | 130                                                          | 134                                                          | 151                                                          | 146                                                          | 130                                                          | 136                                                          | 157                                                          | 186                                                          | 1819                                                         |
| Humedad relativa (%)                                                         | 72                                                           | 72                                                           | 75                                                           | 77                                                           | 79                                                           | 78                                                           | 76                                                           | 77                                                           | 77                                                           | 79                                                           | 78                                                           | 75                                                           | 76.3                                                         |
| Fuente: Instituto de Hidrología, Meteorología y Estudios Ambientales (IDEAM) |                                                              |                                                              |                                                              |                                                              |                                                              |                                                              |                                                              |                                                              |                                                              |                                                              |                                                              |                                                              |                                                              |

La temperatura promedio es de 15 °C, sin embargo, la ciudad en un solo día puede alcanzar desde los 5 a los 24 °C, la precipitación media es de 1.128 mm, los períodos de lluvia corresponde estadísticamente a los meses de marzo a mayo y de septiembre a noviembre, y la temporada seca principalmente corresponde a los meses de junio a agosto y de diciembre a febrero; la humedad relativa es del 81.4 % promedio; la evaporación abarca un rango que oscila entre 80.63 mm y 99.53 mm; los vientos predominantes proceden del sudeste y del sur, la velocidad media es de 2,86 y 3,29 m/s, los vientos son más fuertes en julio y agosto; la insolación o brillo solar corresponde a 5 h promedio por día y de 1.820 horas anuales de sol.

### Recursos naturales
Las zonas de vida que se presente en el Municipio de Duitama son:
- Bosque Húmedo Montano
- Bosque Húmedo Montano Bajo
- Bosque Muy Húmedo Montano
- Bosque Seco Montano Bajo
- Páramo Pluvial Subandino Hernández

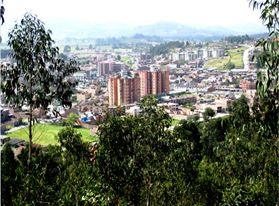
Panorámica de las Zonas Residenciales del sur de Duitama.

### Flora y fauna
- Clases de flora:

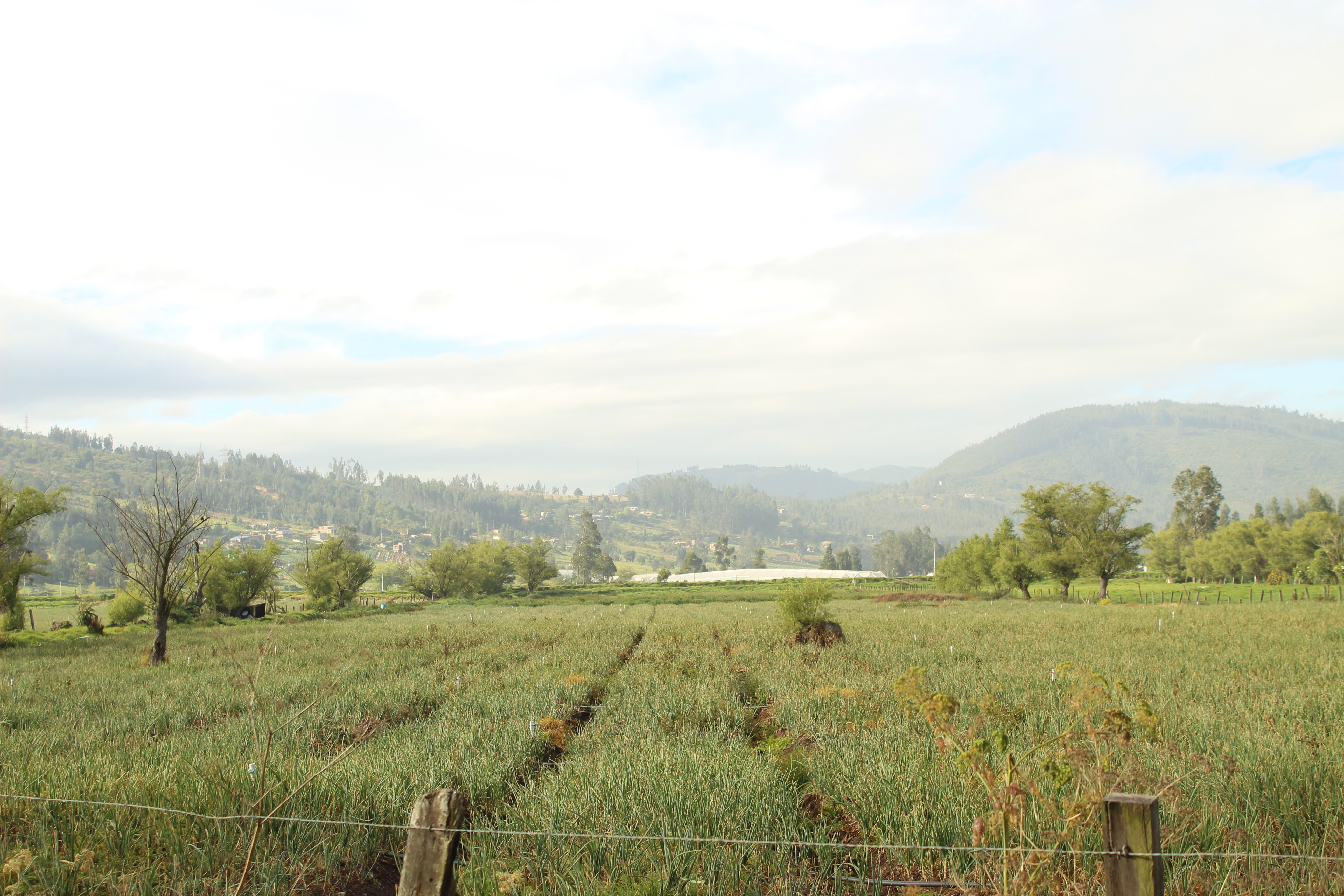
Cultivo de cebolla en el sur de Duitama, Boyacá, Colombia.

- Flora nativa: o autónoma de una zona es una clasificación que se basa en él los árboles predominantes en un área más o menos determinada. Se considera que la flora de los páramos ha tenido un doble origen. De una parte, están los elementos extra tropicales tanto australes como boreales, preadaptados a las bajas temperaturas y, de la otra, están los elementos de origen tropical originados en los pisos mesotérmicos de la media montaña tropical adaptados a las bajas temperaturas. En Duitama Se pueden encontrar diversas especies vegetales como: Fique, Aliso, Salvia, Tuna o penco, Cortadera, Caña brava, Junco, Sietecueros, Mortiño, Zarzamora, Cerezo.

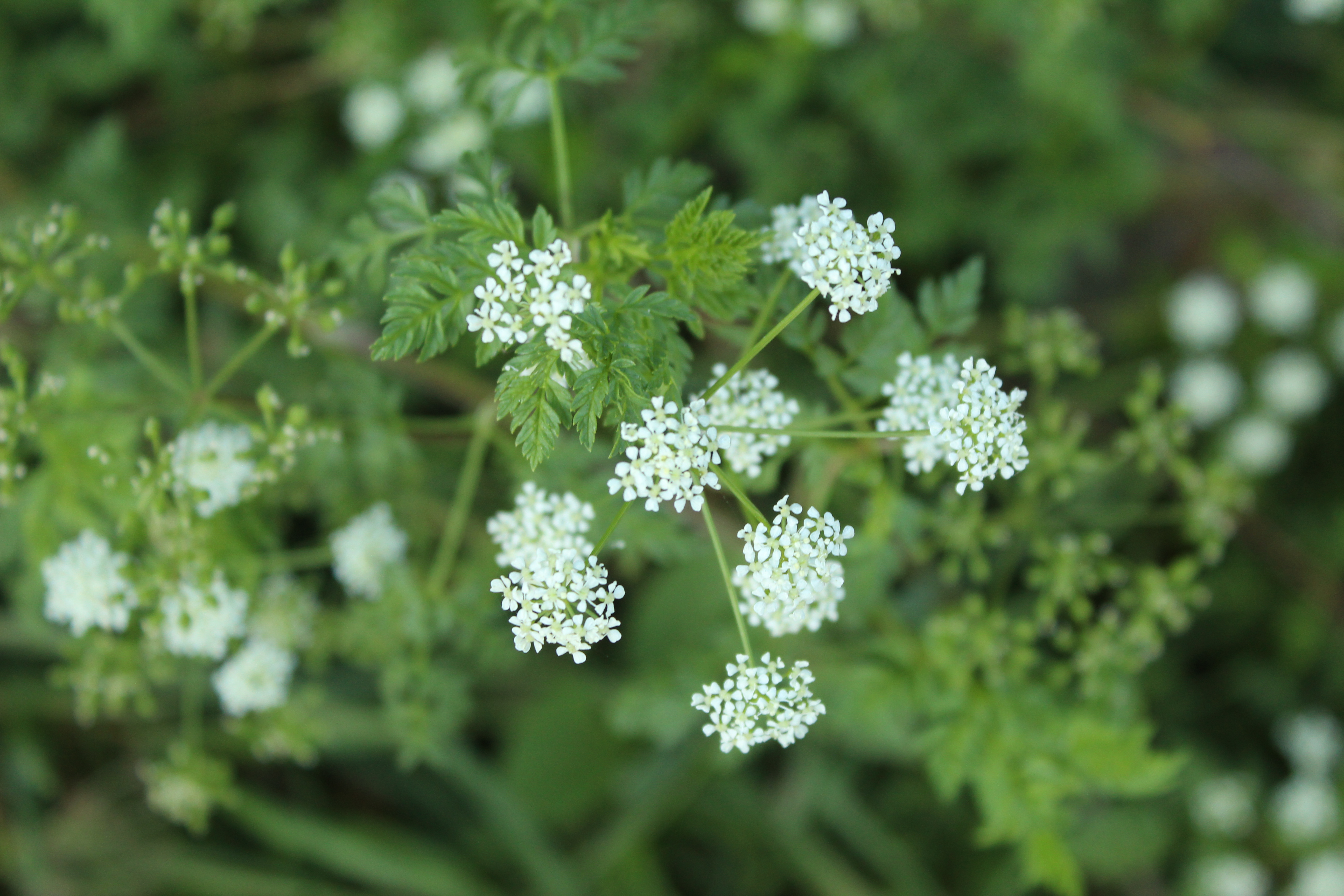
Flores de cicuta en una zona rural de Duitama

- Flora agrícola y de jardín: Las plantas que son cultivadas por los humanos es la flora agrícola y de jardín que es aquella en la cual se desarrollan las plantas que cuidan y cultivan los seres humanos, Duitama se caracteriza por los cultivos de frutales como las manzanas, duraznos, peras, curubas y ciruelas; también de vegetales como papa, trigo, maíz, frijoles, cebada y hortalizas. 
- Flora arvense o maleza: Las plantas conocidas como malas hierbas son aquellas que crecen de forma silvestre y que su presencia afecta de alguna forma las actividades humanas como agricultura y jardinería.
En Duitama la mayoría de las malas hierbas son plantas introducidas, aunque es posible encontrar algunas plantas nativas actuando como malezas.
- Malezas introducidas: Representan la mayor parte de las malezas de Duitama, algunas de estas son:
  1.     - Cicuta (Conium maculatum), es bastante común en los potreros y zonas rurales, es altamente tóxica y las intoxicaciones se producen al ingerirla cuando se confunde con perejil o cilantro.
    - Estramonio (Datura stramonium), planta tóxica común en zonas rurales y algunos potreros.
    - Higuerilla (Ricinus communis), es un arbusto de usualmente 2 - 3 m de altura a veces más, suele crecer mayormente en zonas rurales junto a los caminos o quebradas. Sus semillas contienen una de las toxinas biológicas más potentes.
    - Alpiste (Sinapis alba o Brassica rapa), son hierbas comunes en zonas rurales, especialmente en cultivos de cebolla, se les conoce como alpiste porque sus semillas so frecuentemente usadas como alimento para aves, usualmente los campesinos las recolectan para venderlas en la plaza de mercado.
    - Bola de Oro (Solanum marginatum), arbusto con espinas que suele crecer en potreros.
    - Cardos (Cirsium vulgare y Silybum marianum) son dos especies características  de potreros y zonas rurales, la más común es C. vulagare.
    - Rabo de lobo (Orobanche minor), es una hierba parásita que afecta principalmente a la familia de las leguminosas, en Duitama florece en octubre-diciembre.
    - Tréboles (Trifolium pratense, Trifolium repens, Medicago lupulina) estas especies conocidas como tréboles o carretones son hierbas introducidas que usualmente afectan es a la jardinería.
    - Cerrajas (Sonchus asper y Sonchus oleraceus) son consideradas como una de las peores malas hierbas en la jardinería debido a que son difíciles de erradicar.
    - Otras son dientes de león (Hypochaeris radicata y Taraxacum officinale), Jabonera (Lysimachia arvensis), lecherillo (Euphorbia peplus), meliloto blanco (Melilotus albus), aguja de pastor (Erodium moschatum), cotula (Cotula australis), etc.
- Malezas nativas: Pocas plantas nativas son consideradas malezas, algunas son: maíz tostado (Lepidium bipinnatifidum), sanalotodo (Modiola caroliniana), juamparao (Conyza), tréboles agrios (Oxalis latifolia, Oxalis corniculata y Oxalis spiralis), matapalo (Dendrophthora clavata).

- Clases de fauna:

- Fauna silvestre: La flora autóctona de una zona: se refiere a todos los vegetales, animales y otros organismos no domesticados, es decir aquella que vive sin intervención del hombre para su desarrollo o alimentación. está formada por todos los animales que pertenecen naturalmente al ambiente que habitan.
- Fauna doméstica: La fauna doméstica, o fauna sometida a Domesticación, está constituida por las especies domésticas propiamente dichas, es decir, aquellas especies sometidas al dominio del hombre, que se habitúan a vivir bajo este dominio sin necesidad de estar encerradas o sujetas y que en este estado se reproducen indefinidamente, teniendo este dominio como objetivo la explotación de la capacidad de diversos animales de producir trabajo, carne, lana, pieles, plumas, huevos, compañía y otros productos y servicios (el caballo, el buey, la oveja, la cabra, el gato, el perro, la gallina, el cerdo).
- Fauna acuática: Los animales acuáticos y anfibios contribuyen a animar el medio y juegan cada uno un papel específico para edificar y mantener el equilibrio del ecosistema que se presenta en ríos, lagunas, quebradas y lagos, como las truchas, este tipo son bastante difíciles de guardar ya que son peces muy delicados. Son peces que necesitan siempre agua fría, por lo que son aptos principalmente para lagos artificiales. Además, estos peces son feroces y son poco vistosos, pues existe poca variedad de tipos y de colores. En los principales lagos, lagunas, ríos, y quebradas de Duitama, podemos encontrar especies como la trucha común, arcoíris, sapos, algas, lombrices, patos, renacuajos, cangrejos, entre otros.

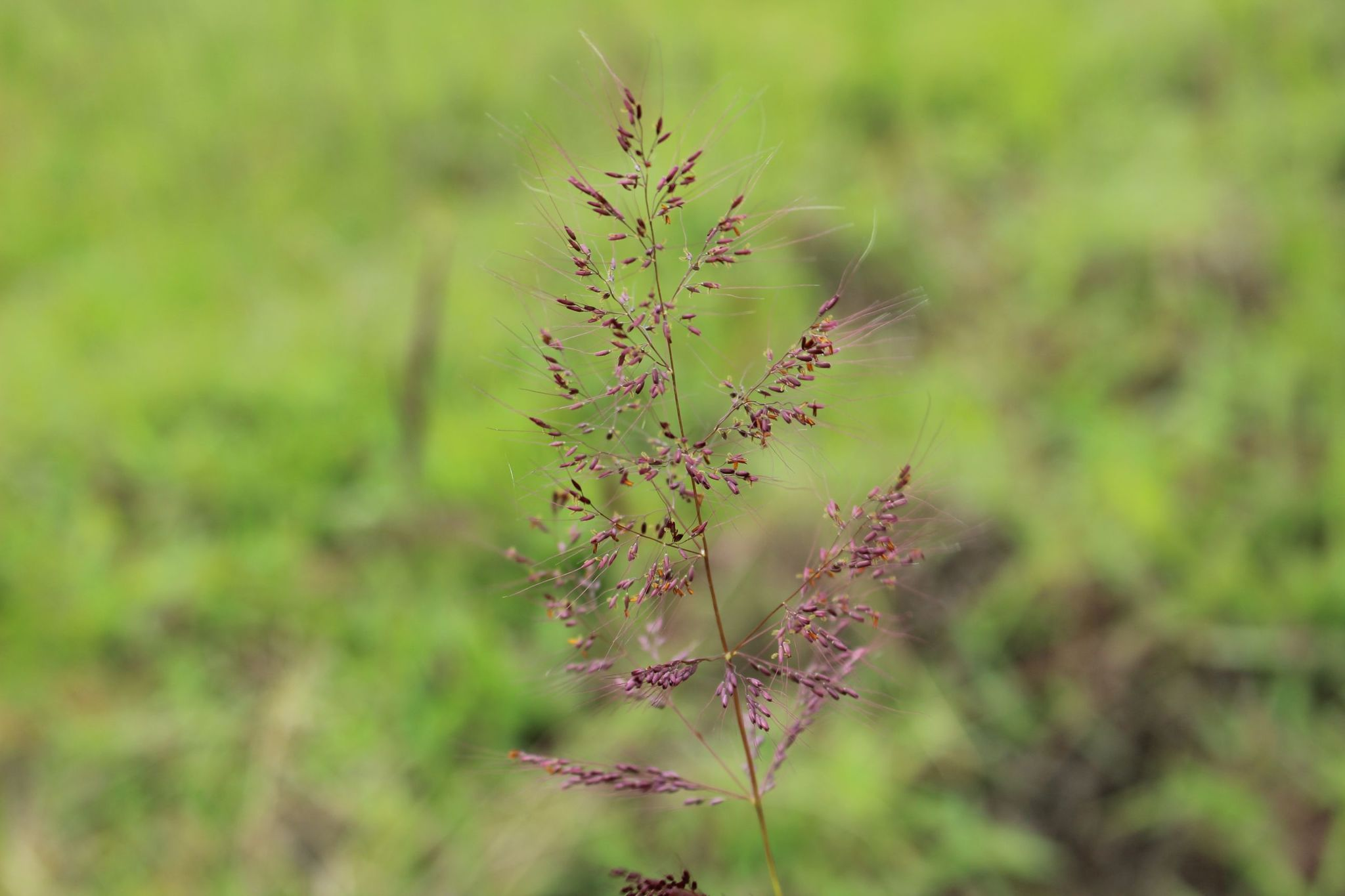
Melinis minutiflora en Duitama

- Flora y Fauna Invasora Una especie invasora es una especie introducida (no nativa) que se vuelve problemática. En Duitama es posible encontrar varias de estas especies.
- De acuerdo al Instituto Humboldt existen gran cantidad de especies invasoras en Colombia de las cuales algunas se han reportado en Duitama.[11] Es el caso de:
  1.     - Paloma doméstica (Columba livia), se encuentra principalmente en la Plaza de los Libertadores y otros parques. Son transmisores de enfermedades y suelen causar daños a estructuras como estatuas y edificios por su excremento.
    - Caracol Común (Helix aspersa), causa daños principalmente a la agricultura y la jardinería. También es utilizado como alimento para patos.
    - Trucha arco iris (Oncorhynchus mykiss), causa daños en los ecosistemas acuáticos al competir con las especies nativas de peces, un ejemplo de su impacto negativo en Boyacá es la extinción del Pez Graso de Tota (Rhizosomichthys totae).
    - Langosta de río (Procambarus clarkii), puede afectar a algunos cultivos, además puede ser portadora de patógenos.
    - Ratas y Ratones (Rattus rattus y Mus musculus respectivamente) debido a su facilidad para transmitir enfermedades son un riesgo de salud pública.

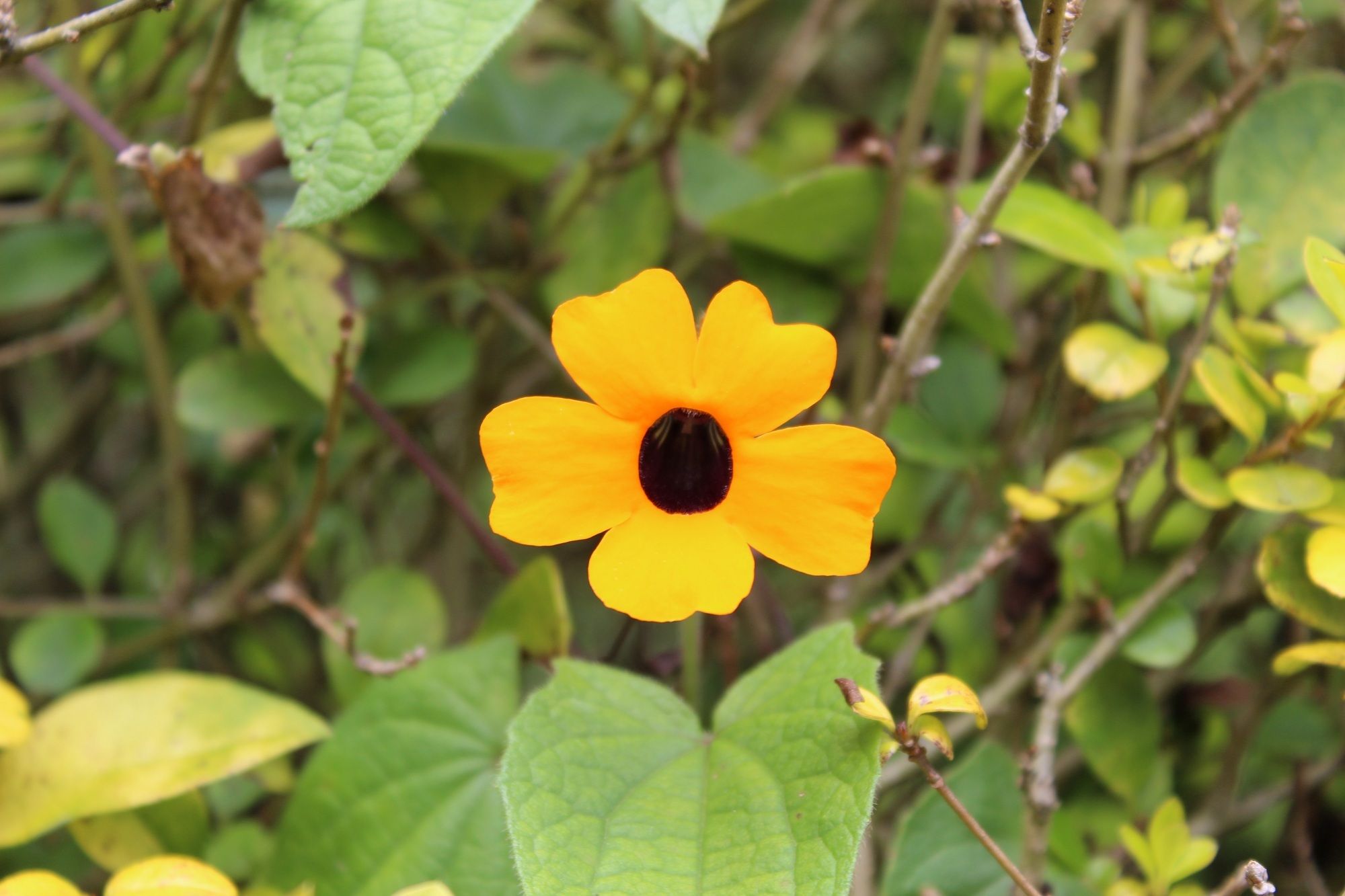
Thunbergia alata en Duitama

- Para la flora, Parques Nacionales[12] y la Fundación Humedales[13] tienen en cuenta estas especies:
  1.     - El ojo de poeta (Thunbergia alata), esta enredadera tiene la capacidad de colonizar zonas muy fácil, algunas veces pueden cubrir un árbol completamente causándole la muerte.
    - El retamo espinoso (Ulex europaeus) esta especie puede colonizar grandes terrenos y por la dificultad de se erradicación es una amenaza para los ecosistemas nativos como el páramo.
    - Yaragua (Melinis minutiflora) es una especie de pasto que puede extenderse rápidamente compitiendo con la flora nativa, se puede encontrar en el sendero el Raizal.
    - Buchón (Eichornia crassipes) aunque en Duitama su impacto no ha sido tan grande comparado con otros municipios, esta especie puede colonizar un cuerpo de agua fácilmente llegando a cubrirlo casi por completo provocando que se seque el cuerpo de agua.
    - Otras especies que no son mencionadas y que tienen potencial invasor en Duitama son: el eucalipto (Eucalyptus globulus), el kalanchoe (Kalanchoe densiflora), y diferentes acacias (Acacia melanoxylon y Acacia mearnsii)

### Galería
Algunas plantas y animales que se pueden encontrar en Duitama.
|                                                                                |
| Especie de Grillo (Ommexecha apolinari) común en las zonas rurales de Duitama. |

|                    |
| Beacris bogotensis |

|                                  |
| Tinto negro (Cestrum buxifolium) |

|                                                                   |
| Planta de páramo endémica de Colombia (Diplostephium colombianum) |

|                                                           |
| Planta de páramo endémica de Colombia (Aragoa cupressina) |

|                                                                           |
| Frailejón en el páramo de La Rusia endémico de Colombia(Espeletia incana) |

|                                                                       |
| Orquídea Bandera Colorada endémica de Colombia (Masdevallia coccinea) |

|                                                                |
| Café de páramo endémico de Colombia (Psychotria boqueronensis) |

## Demografía
La población del municipio de Duitama, a través del tiempo, ha tenido una evolución importante en su grado de urbanización: mientras que el censo del año 1985 reportaba que el 77% de la población residía en el área urbana, el censo del año 2005 reportó un 87% de la población residente en esta área, con una proyección para el año 2015 que asciende al 95%.
El proceso de industrialización, el desarrollo económico en las ciudades y la búsqueda de mejores condiciones de vida, ha llevado a un importante crecimiento de los núcleos urbanos. 
Bajo esta dinámica, el sector salud debe estar preparado para enfrentar el impacto de la expansión urbana en el proceso de salud-enfermedad, teniendo en cuenta la relación existente entre la salud y el lugar en que se habita. La evolución de la ciudad, conlleva a problemas como exposición a ruido, episodios altos de contaminación, disponibilidad restringida de agua potable y falta de espacios abiertos estas condiciones, pueden tener impactos negativos para la salud si no se cuenta con adecuados sistemas de planificación urbana y de gestión de medidas sanitarias a nivel municipal

## Organización Político-Administrativa

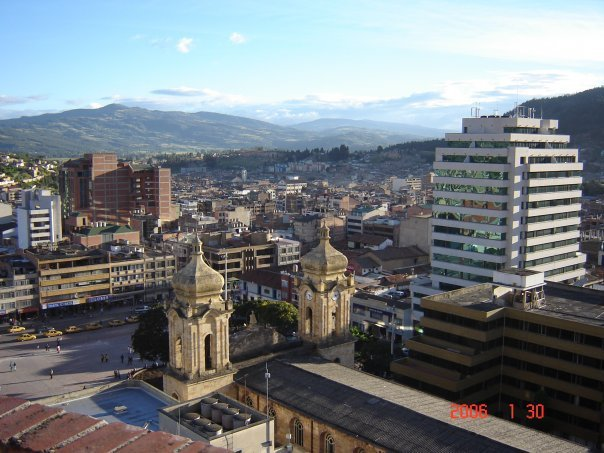
Zona Céntrica de Duitama.

Conforme a lo dispuesto en el Acuerdo 039 de 2009, Plan de Ordenamiento Territorial, la división político administrativa
para el Municipio de Duitama se establece de la siguiente manera: 

### Zona rural
Se divide en corregimientos y estos a su vez en veredas

#### Corregimientos

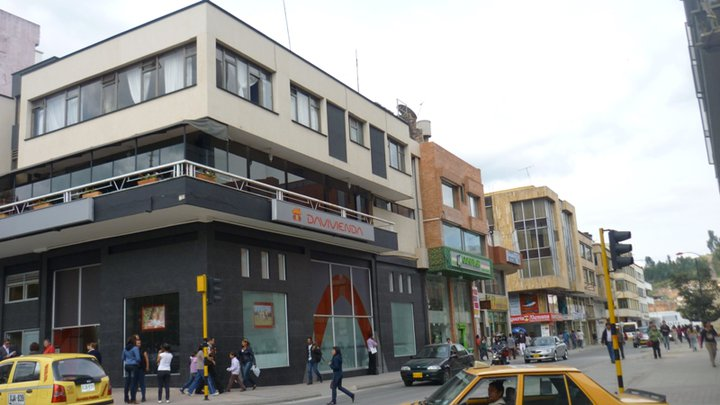
Zona Comercial de la ciudad - Carrera 16.

Se constituyen las Juntas Administradoras Locales para el área rural. Son actualmente cinco corregimientos que reagrupan centros poblados y 20 veredas:
Corregimiento 1 Compuesto por 3 veredas así: La Parroquia, Siratá y San Antonio Sur.
Corregimiento 2 Compuesto por el centro poblado San Antonio Norte y la vereda La Pradera.
Corregimiento 3 Compuesto por los centro poblados La Trinidad, San Lorenzo Abajo, Santa Clara y Ciudadela Industrial. Además, de las veredas: Surba y Bonza, Quebrada de Becerras, San Lorenzo Arriba, Higueras, El Cajón y Aguatendida.
Corregimiento 4 Compuesto por 5 veredas así: Santa Helena, El Carmen, Avendaños, Santa Bárbara y Santa Ana.
Corregimiento 5 Compuesto por los centros poblados Tocogua y Pueblito Boyancense. Además, de la vereda San Luis.

### Zona urbana
Está dividida en 8 comunas que constituyen las Juntas Administradoras Locales para el área urbana y reúnen los 74 barrios en total:
- Centro: Compuesta por 6 barrios, así: Salesiano, Centro, El Carmen, María Auxiliadora, La Milagrosa y El Solano.
- Occidental: Compuesta por 6 barrios, así: Cándido Quintero, San Fernando, Laureles, Arauquita, San Francisco e Higueras.
- Noroccidental: Compuesta por 15 barrios, así: Las Delicias, Villa Korina, Alcázares, Santa Lucía, Divino Niño, Progreso Sector Guadalupe, Cundinamarca, Cerro Pino, Rincón del Cargua, Boyacá, Cargua, La Fuente, Américas, El Recreo y Primero de Mayo.
- Norte: Compuesta por 9 barrios, así: Once de Mayo, La Gruta, Colombia, Libertador, Santander, Manzanares, Siratá, Progreso Sector Seminario y La Tolosa.
- Oriental: Compuesta por 10 barrios, así: Vaticano, Villa magda, San Carlos, San Luis, San José Alto, San Vicente, San José Obrero, La Paz, Las Lajas, Camilo Torres y San Juan Bosco.
- La Arjona: Compuesta por 7 barrios, así: La Floresta, Bochica, Torrela vega, Villa Juliana, La Perla, Los Alpes y Simón Bolívar.
- Centro-sur: Compuesta por 3 barrios, así: La Esperanza, Sauzalito y Villa Rousse.
- Sur: Compuesta por 8 barrios, así: Ciudadela Comunal Guadalupe(nuevo), Villa Olímpica, Villa del Prado, Villa Zulima, Villa Margoth, Juan Grande, Santa Isabel y Cacique Tundama.

## Área metropolitana del Alto Chicamocha
El Área metropolitana del Alto Chicamocha es un conjunto de municipios conurbados localizados en el eje de desarrollo del Departamento de Boyacá, en la subregión del Alto Chicamocha, alrededor del denominado Corredor Industrial de Boyacá, donde se ubica más del 85% de la actividad manufacturera de la región.  Esta conurbación de facto está formada por dos centros urbanos mayores, las ciudades de Duitama y Sogamoso, más los municipios de Paipa, Nobsa, Tibasosa y Santa Rosa de Viterbo, con una población superior a 350,000 habitantes, e influencia sobre más de 20 centros urbanos menores en las provincias de Tundama, Sugamuxi, Norte y Valderrama. Junto a la capital del departamento, Tunja, constituyen las dos principales áreas de desarrollo de Boyacá, lo que ha consolidado un proceso de primacía urbana, económica y demográfica en la zona central del Departamento, a lo largo de la doble calzada Bogotá-Tunja-Sogamoso (BTS). En cuanto a la actividad económica, cuenta con una diversidad productiva, destacándose Nobsa, Sogamoso, Duitama y Tibasosa en la actividad industrial; Paipa en la prestación de servicios turísticos y hoteleros; Duitama y Sogamoso en el comercio, transporte, educación y la prestación de servicios profesionales. Otros municipios de la subregión, como Aquitania, Iza, Firavitoba, Pesca, Belén, Mongua, y Cerinza, agrupan una importante actividad agropecuaria, ganadera y minera.

## Infraestructura urbana
- Terminal Regional de Pasajeros:[16] Fue inaugurado el 19 de noviembre de 2015 y comenzó operaciones el 23 del mismo mes. Cuenta con áreas para salas de espera, embarque y desembarque de pasajeros, parqueaderos públicos y privados, oficinas, zona de encomiendas, área comercial y vías exclusivas para la circulación de busetas y taxis de servicio urbano.[17]

- Transpuerto Duitama: Es el primer centro de servicios para transporte pesado del país, que reúne en un solo espacio todos los servicios que el sector de transporte de carga requiere para el mantenimiento adecuado de sus vehículos, servicios para los conductores y para el gremio en general. EJE cambiará la forma de trabajar del sector del transporte pesado, organizándolo y ampliando las posibilidades de negocio.[18] Su primera etapa será entregada en abril de 2015.

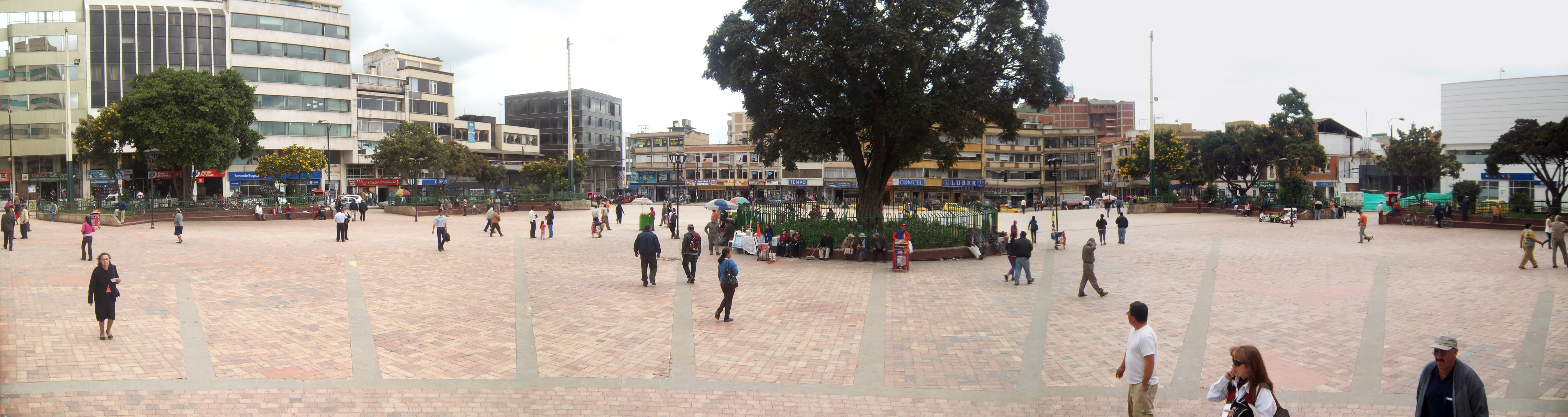
Plaza de los Libertadores - Duitama.

## Transporte y vías de comunicación

### Movilidad
El Municipio de Duitama cuenta con 175.72 Kilómetros en vías urbanas, de las cuales 23.40 son kilómetros en vías primarias, 23.42 kilómetros son vías secundarias y 128.8 kilómetros en vías terciarias.
La malla vial veredal, cuenta con 196.05 kilómetros en vías rurales que tiene un uso primordial de comunicación para el intercambio de productos agrícolas y pecuario; productos de consumo y materias primas de la zona urbana del Municipio de Duitama.
El tiempo de acceso de la población de las veredas al área urbana está entre una hora y treinta minutos desde Avendaños 2 siendo ésta la vereda más lejana y de cinco minutos al centro la Vereda el Cajón siendo ésta la más cercana.

### Servicio público urbano de transporte

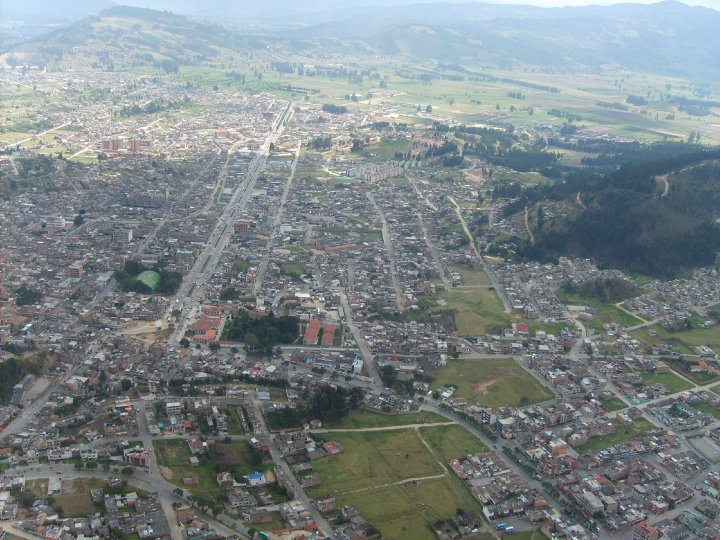
Avenida de las Américas.

#### Servicio de transporte público
El servicio de transporte público de la ciudad está conformado por: Transporte Público Colectivo de pasajeros, taxis urbanos, y ciclovías. 

#### Transporte Público Colectivo de pasajeros
Los vehículos que prestan el servicio colectivo cubren 28 rutas que tienen radio de acción municipal y cubre la zona urbana y parte de la zona rural. Cuatro son las empresas prestadoras de este servicio: CootraHéroes, TransTundama, Tures y Concorde.

#### Taxi
El servicio de taxis urbanos en la ciudad, es cubierto por cuatro empresas: Cootrachica, Cooflotax, Asotraind y Taxi Duitama, que cuenta con servicio las 24 horas del día, y amplia cobertura a las zonas urbanas y rurales del municipio.

### Servicio público intermunicipal
El terminal regional de pasajeros cuenta con áreas para salas de espera, embarque y desembarque de pasajeros, parqueaderos públicos y privados, oficinas, zona de encomiendas, área comercial y vías exclusivas para la circulación de busetas y taxis de servicio urbano. Quince empresas transportadoras prestan servicio a nivel intermunicipal despachan a 39 destinos diferentes.

### Transporte férreo
La vía férrea es empleada para el transporte de carga, es administrada por FENOCO dentro de la concesión de líneas férreas del norte de Colombia.

### Vías de comunicación

#### Terrestres
Duitama por su posición estratégica como puerto terrestre se comunica: 
- Sur: Troncal Central del Norte - Bogotá-Tunja-Paipa-Duitama.
- Norte: Troncal Central del Norte - comunica con Santa Rosa de Viterbo - Cerinza- Belén - Soatá - Málaga - Pamplona - Cúcuta - Venezuela.
- Oriente: Santa Rosa de Viterbo - Belén - Socha - Sácama - Arauca.
- Occidente: Carretera de Torres - Charalá - San Gil- Bucaramanga.

#### Doble calzadaBriceño-Tunja–Sogamoso

La doble calzada Briceño-Tunja-Sogamoso hace parte de la ruta 55.

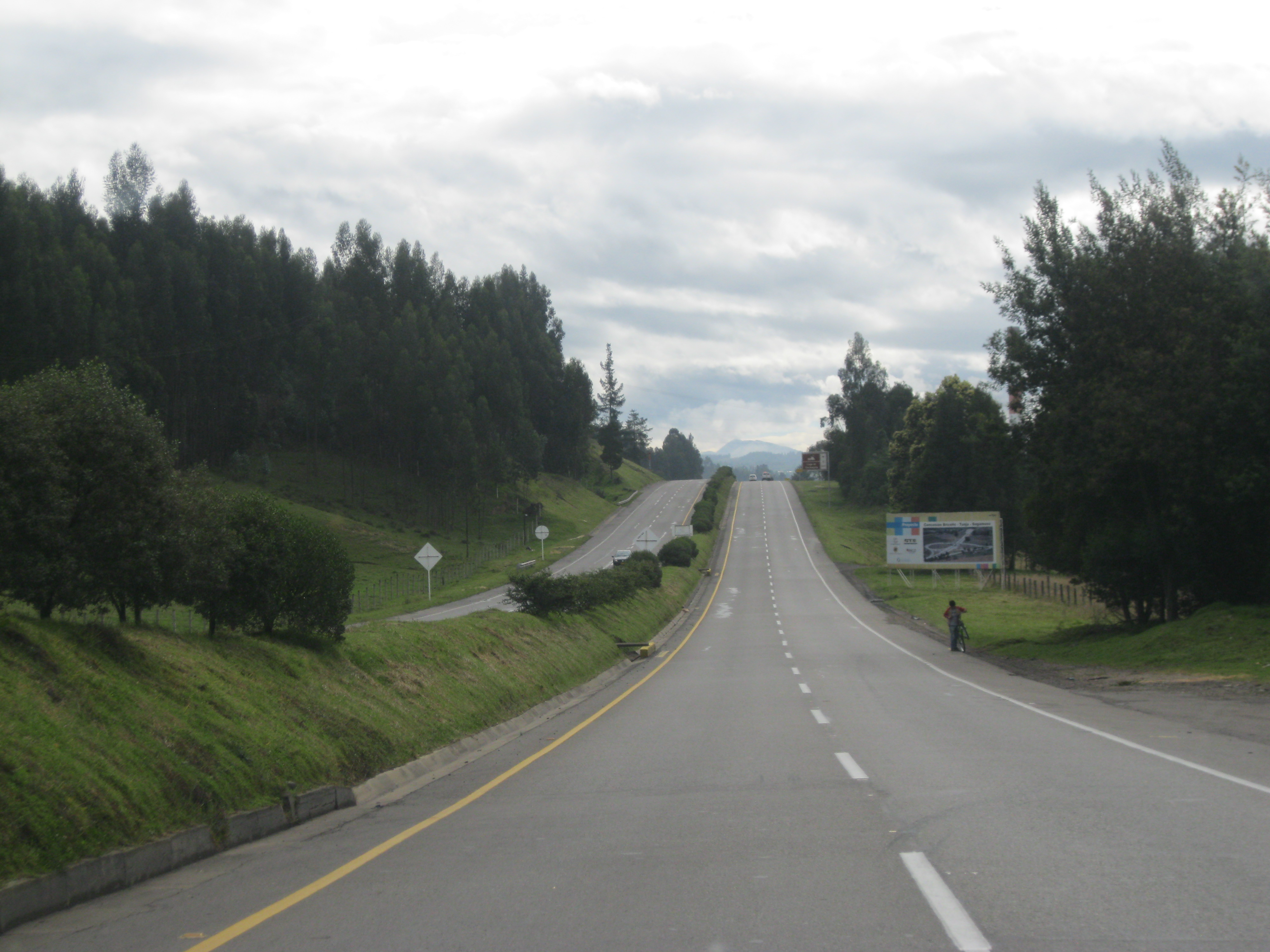
Doble calzada Briceño-Tunja-Sogamoso.

La vía nace a partir del alto flujo de automotores y accidentes en la antigua vía. Conduce en doble calzada hasta Bogotá con un gran flujo vehicular para así poder expandir el tránsito de materias primas y de productos en un corto tiempo. Logró reducir el tiempo de transporte en una hora o más.

#### Aéreas
La ciudad se sirve del aeropuerto Juan José Rondón de Paipa ubicado a solo 10 km del centro de Duitama
- Aeropuerto Alberto Lleras Camargo, ubicado en (Firavitoba) Sogamoso, a 20 minutos de Duitama.
- Aeropuerto Gustavo Rojas Pinilla, ubicado en Tunja, a 40 minutos de Duitama.

## Economía local

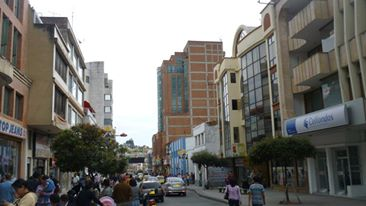
Calle 15 - Centro de la ciudad.

Duitama es uno de los mayores centros comerciales, industriales y artesanales de la región. La ciudad es famosa por los huertos frutales de manzana, peras, duraznos, curubas, y ciruelas. En sus tierras también se cosechan; papa, trigo, maíz, frijoles, cebada y hortalizas. Como cabecera de la provincia del Tundama, Duitama es reconocida por sus talleres artesanales que producen desde finas y elaboradas cestas, pasando por los pañolones de macramé hasta mobiliario de estilo rústico colonial. El empuje de sus industrias ha hecho de esta ciudad una de las más importantes en la construcción y ensamble de carrocerías, siendo reconocidas y premiadas en el ámbito nacional e internacional por su excelente calidad. El sector comercio forma parte importante para el abastecimiento de la región, teniendo la más alta productividad por personas ocupadas. Un factor importante de la economía local es el transporte. El municipio es punto convergente de las vías de comunicación con diferentes poblaciones del Departamento y fuera de él; es centro y despegue de las diversas carreteras del Oriente Colombiano. El parque automotor que posee la ciudad se cataloga como el mejor del departamento y uno de los primeros en el ámbito nacional. El transporte de carga es coordinado por las empresas con sede de jurisdicción de Boyacá y Casanare. 
La ciudad es esencialmente un gran centro de comercio para la región circunvecina la cual es un área agrícola bastante rica y conocida por la producción de legumbres, frutas y recientemente también de uva y de vinos. Duitama es también un centro de comunicaciones entre el departamento de Santander al nororiente, y Yopal capital del departamento de Casanare en la región de los Llanos Orientales. 
La ciudad cuenta desde 1976 con un parque industrial, ubicado en la vía que conduce a Paipa, allí se ubican más de 50 empresas que generan gran parte del empleo de esta región, proyecto de desarrollo industrial pionero en el país. También ha sido una de las ciudades líderes en el desarrollo del transporte en Colombia, actualmente es una de las ciudades con más empresas carroceras del país, empresas para las cuales Duitama, ha sido cuna y taller, la mayoría de ellas ubicadas en el Parque Industrial.
El empuje de sus industrias ha hecho de esta ciudad, una de las más importantes en la construcción y ensamble de carrocerías para el transporte de pasajeros y de carga. El parque automotor de la ciudad, se cataloga como el mejor del departamento y uno de los primeros en el ámbito nacional.
En los últimos años, la ciudad se ha destacado por ser un importante foco de inversiones, representadas en un sinnúmero de proyectos de inversión en los sectores de la construcción, industrial, comercial y de servicios, lo que la ha catapultado como el eje central del corredor Tunja - Duitama - Sogamoso.

El sector de la industria en Duitama en su mayoría está compuesto por empresas de fabricación de carrocerías para buses, como: AGA, LOGOS, INVICAR, TUNDAMA, AGV MUISCA, entre otras y del mercado de autopartes representadas en el sector de la carrera 20 (Antigua sede de tránsito y transporte). Duitama,
cuenta desde el año de 1976 con un parque industrial pionero en el país, situado en la vía Duitama-Paipa, donde se ubican más de 50 empresas dentro de las que se encuentran empresas carroceras, industrias de fibra de vidrio, industria de procesamiento de lácteos, plantas de sacrificio de aves de corral que mueven en gran parte el empleo de la región.

## Atractivos turísticos

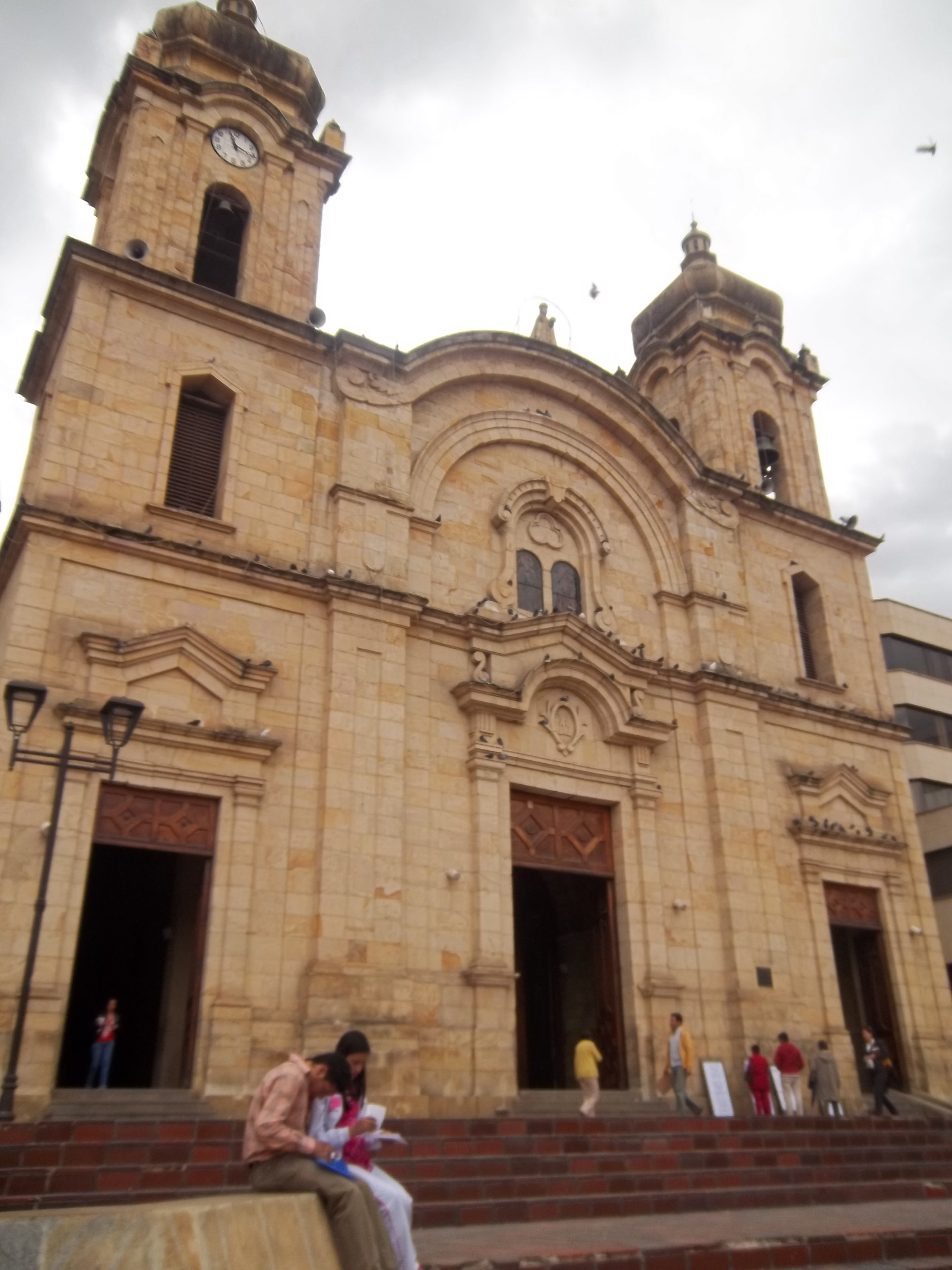
Catedral de San Lorenzo de Duitama.

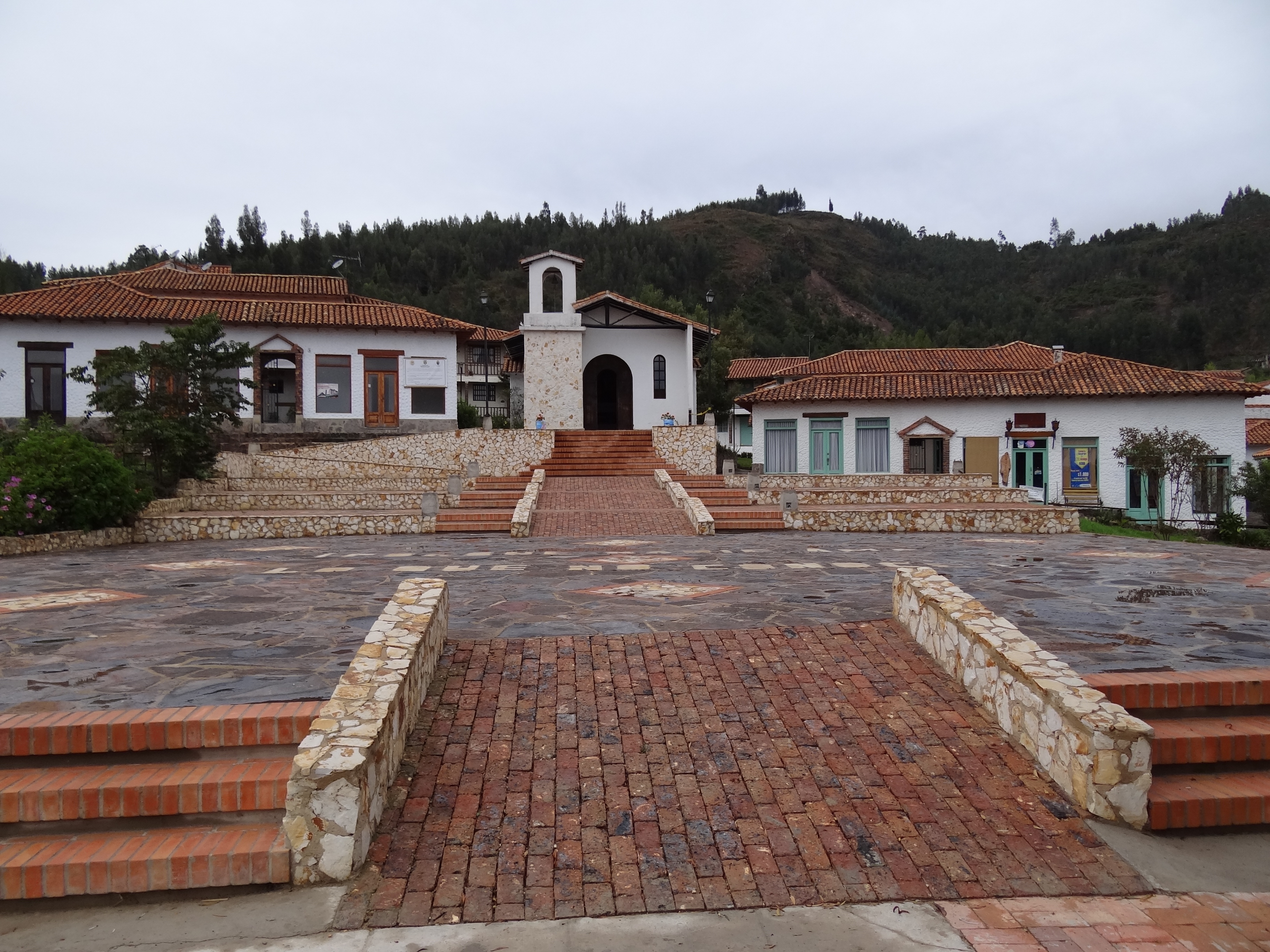
Pueblito boyacense.

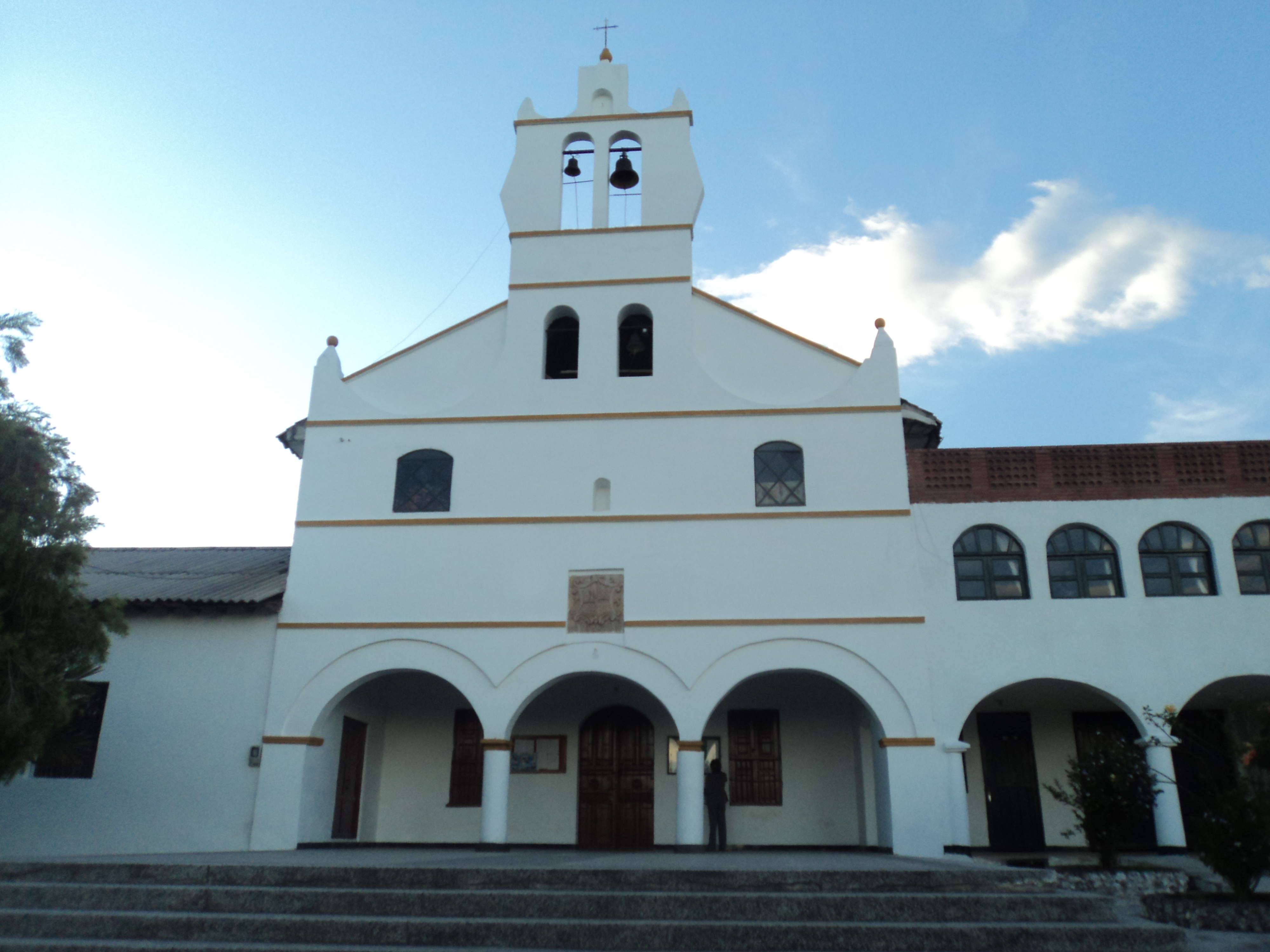
Capilla La Trinidad en Duitama.

Entre los principales sitios turísticos de Duitama se encuentran:
- Plaza de los Libertadores: sede de las Instituciones más importantes de la ciudad, así como de las Entidades Bancarias. Es la plaza más moderna del Departamento, adornada por imponentes edificaciones
- Pueblito Boyacense, un barrio donde cada cuadra copia cada uno de los más bonitos pueblos del departamento: Villa de Leyva, Tibasosa, Tenza, Monguí, Ráquira, Sáchica y el Cocuy.
- Museo de Arte Religioso: a 6 kilómetros del centro de la ciudad, acceso de vehículo, fundado en 1965 por el Obispo Monseñor Julio Franco Arango; recopila la historia del arte religioso autóctono de la Diócesis, ubicado en una casa del siglo pasado, rodeado por un hermoso paisaje de arte regional, consta de seis salones con capilla, teatro, jardines; restaurado y conservado. Contiene colección de arte religioso, muestras importantes como la Virgen de los mestizos, ciriales de oro y plata, cuadros al óleo, columnas, altares, imágenes, estatuas talladas en madera, monedas, armas antiguas.
- Capilla de la Trinidad: Ubicada en la vereda La Trinidad, construcción de la época de la Colonia, data de 1575 y es la Iglesia más antigua de la ciudad.
- Laguna Seca: Tipología lago, a 3 km por montaña; posee tres vías de acceso que dos caminos y una carretera destapada, a 2.630 m s. n. m., temperatura promedio de 13 °C, dimensiones 520 m, encontramos trucha y carpa, paisaje rural, queda cerca de la repetidora de la RCN, bosque andino de clima frío.
- Llano de los Indios: cerca de la montaña Pan de Azúcar; es una llanura apta para la ganadería, en conjunto forman parte de un gran atractivo turístico.
- Páramo de Pan de Azúcar: a 2850 m s. n. m. desde allí se puede observar los municipios de Duitama, Santa Rosa de Viterbo, Paipa y Sogamoso, paisaje rural de montaña, vía de acceso a pie por camino de herradura, temperatura promedio 8 a 10 °C, se recomienda visitar la montaña en verano y en horas de la mañana, tiempo de caminata 6 horas.
- La Zarza: Sendero Ecológico ubicado en la Vereda la Trinidad, el cual se encuentra a unos 15 minutos de la ciudad en bus. Es un sendero que parte en un ecosistema de bosque andino bordeando una quebrada de un pequeño río, pasando por una alta cascada rocosa, para finalizar en un ecosistema de páramo.
- Plaza de Todos Arena Mancipe: antiguas instalaciones de la conocida Plaza de toros César Rincón, la cual fue durante mucho tiempo manejada por la organización Duitaurina, que entregó sus llaves a la ciudad para volver este un espacio para eventos culturales y de conciertos para la región
- Ojo de Agua: por la vía a Industrial de Gaseosas que desprende una vía sin pavimentar. Ofrece un paisaje natural rural con fuente de aguas cristalinas.
- Bonza:' Ubicado a 10 kilómetros de Duitama. Sitio histórico del año de 1630, se encuentra en buen estado, importante en la campaña libertadora
- Hacienda San Luis de Ucuenga: Ubicada a 7 kilómetros de Duitama por la vía a Belencito. Tiene acceso al público permanente, paisaje rural de montaña, construcción colonial intervenida, adaptada para hotel; posee colecciones especiales de vajillas, cubiertos, venta de artesanías, servicio de transporte; de significación internacional. Cuenta con 15 habitaciones dobles, 9 cuádruples, 3 suites, servicio de bar, restaurante, parqueadero, salones de conferencias.
- Parque del Carmen o Luis A. Soler: Se encuentra al occidente de la ciudad, caracterizado por sus jardines, sirviendo de paseo a los turistas. Se encuentra una fuente en el centro, caminos peatonales, sillas, jardines e iluminación.
- Río Surba: es un afluente de gran importancia ecológica y cultural para la región. A lo largo de su cauce, el río es un punto de encuentro para actividades recreativas tradicionales.
- Páramo de la Rusia: Rico en flora y fauna nativa, un sitio para recorrer por hermosos senderos naturales.
- Viñedo de Punta Larga: famoso por la calidad de sus vinos.

## Medios de comunicación
Emisoras
| Frecuencia | Nombre           | Cadena                         | Estilo                     | Sede                            |
| ---------- | ---------------- | ------------------------------ | -------------------------- | ------------------------------- |
| 93.1 FM    | La FM Boyacá     | RCN Radio                      | Noticias y Música          | Calle 16 15-21 P8               |
| 1030 AM    | La Cariñosa      | RCN Radio                      | La Voz de Los Libertadores | Calle 16 15-21 P8               |
| 90.6 FM    | Señal Duitama    | Comunitaria                    | Emisora Cultural           | Colegio Guillermo León Valencia |
| 90.1 FM    | Colombia Stereo  | Ejército Nacional              | Emisora de Interés General | Batallón Silva Plazas           |
| 98.6 FM    | Ritmo Boyacá     | 3148478700                     | Comunitaria                | Santa Rosa de Viterbo           |
| 1260 AM    | Lluvias Radio    | AD Torre Fuerte Comunicaciones | Cristiana                  | Duitama                         |
| WEB        | Contacto On Line | Independiente-Juvenil          | Variado                    | Duitama                         |

En Televisión los canales oficiales en Señal Análoga desde el cerro de Pan de Azúcar y los canales privados nacionales y NTN24 por la Señal Digital TDT-2 desde el cerro de Laguna Seca. También se destaca el canal regional Canal Boyacá en el Canal 3 o 104 de Televisión cerrada

## Proyectos
- Transpuerto Duitama: Será el primer centro de servicios para transporte pesado del país, que reunirá en un solo espacio todos los servicios que el sector de transporte de carga requiere para el mantenimiento adecuado de sus vehículos, servicios para los conductores y para el gremio en general. EJE cambiará la forma de trabajar del sector del transporte pesado, organizándolo y ampliando las posibilidades de negocio.[18]
- Autopista Duitama-Charalá-San Gil: Este proyecto constituye un eje determinante en el vínculo entre los puertos de la Región Caribe, la frontera con Venezuela y el centro del país, conectando los municipios de Duitama, Charalá y San Gil, mejorando las condiciones del tráfico departamental y disminuyendo 99 kilómetros las distancias entre Duitama y Bucaramanga, en comparación con la vía actual, Barbosa - San Gil.[24]
- Centro Abastos de Duitama: Construida con el apoyo de Corabastos. Se ha previsto que sea la central mayorista más importante de la región.[25]

## Educación

### Colegios

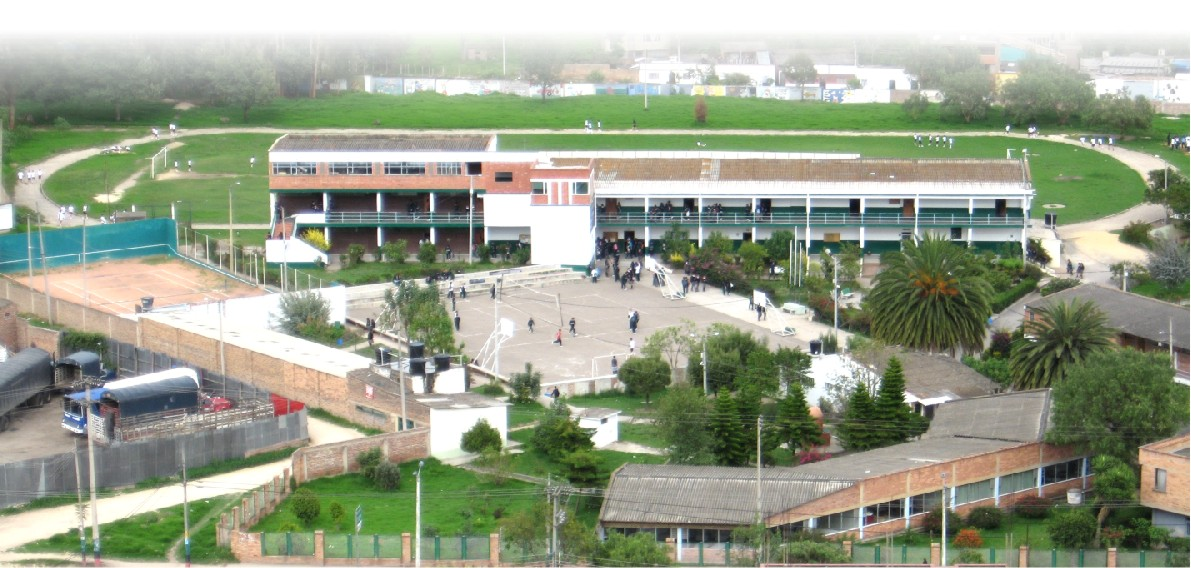
Instituto Técnico Industrial Rafael Reyes (60 años).

La ciudad cuenta con 84 establecimientos educativos
Además encontramos grandes instituciones de naturaleza social con plantas físicas de vanguardia arquitectónica, que se destacan por ser las mejores del departamento y de la región, y que son destinados para ayudar a las familias de más bajos recursos; además de muchas otras instituciones, todas ellas con nombres de mucho prestigio departamental y nacional y de las cuales se gradúan grandes personalidades influyentes en el campo de la ciencia, la medicina y la política.

### Universidades

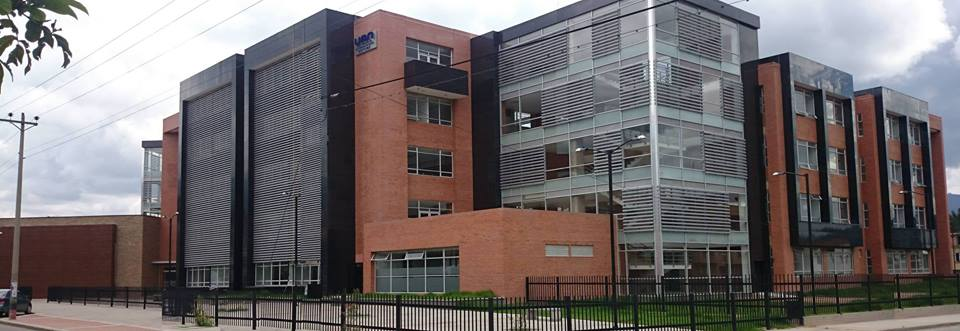
Universidad Antonio Nariño - Sede Duitama.

En Duitama se ubica una sede de las cuatro universidades más importantes de carácter nacional del país, la Universidad Pedagógica y Tecnológica de Colombia Fundada por el general Gustavo Rojas Pinilla (U.P.T.C).
| Nombre institución                               | Sigla          | Carácter | Nivel de formación impartida en Duitama                            |
| Universidad Pedagógica y Tecnológica de Colombia | UPTC           | Pública  | Pregrado, Posgrado: Especializaciones y Maestrías                  |
| Universidad Antonio Nariño                       | UAN            | Privada  | Pregrado, Posgrado: Especializaciones y Maestrías                  |
| Universidad Nacional Abierta y a Distancia       | UNAD           | Pública  | Pregrado, Posgrado: Especializaciones y Maestrías                  |
| Universidad Santo Tomás                          | USTA           | Privada  | Pregrado, Posgrado: Especializaciones                              |
| Corporación Universitaria Remington              | CorpRemington  | Privada  | Pregrado, Posgrado: Especializaciones                              |
| Politécnico Grancolombiano                       | Grancolombiano | Privado  | Pregrado, Posgrado: Especializaciones                              |
| Servicio Nacional de Aprendizaje                 | SENA           | Público  | Formación Técnica y Tecnológica                                    |
| Universidad de Pamplona                          | UniPamplona    | Pública  | Formación Tecnológica                                              |
| Instituto Técnico de Colombia                    | INTEC          | Privada  | Formación Tecnológica                                              |
| Universidad Minuto de Dios (nueva 2023)          | UniMinuto      | Privada  | Pregrado, Posgrado: Especializaciones y Maestría (En proceso 2023) |

Dentro de estas universidades se ofrecen los siguientes programas:
- Universidad Pedagógica y Tecnológica de Colombia, brinda diferentes programas educativos tales como - Ingeniería Electromecánica, - Administración Turística y Hotelera, - Administración de Empresas Agropecuarias, - Administración Industrial, - Diseño Industrial, - Lic. en Tecnología, y - Lic. en Matemáticas y Estadística.
- Universidad Santo Tomás
- Universidad Antonio Nariño, que ofrece variados programas como: - Administración de Empresas, - Admon. de Empresas Turísticas, - Admón. Empresas de Servicios, - Comercio internacional, - Contaduría pública, - Derecho, - Ingeniería Electromecánica, - Ingeniería de Sistemas, - Licenciatura en Ed. Básica Tecnología Inform., y varias tecnologías.

- Universidad Nacional Abierta y a Distancia, Cead Duitama, con una moderna planta física, cuenta con los programas de - Administración de empresas. - Ingeniería de sistemas. - Ingeniería de alimentos. - Psicología. - Zootecnia.
- Politécnico Grancolombiano.
- Universidad de Pamplona.
- Universidad Minuto de Dios.

### Establecimientos de enseñanza técnica
- Instituto Colombo Americano de Oxforth.
- Instituto Técnico de Colombia.
- Corporación Universitaria Remington.
- Servicio Nacional de Aprendizaje (SENA)
- Uniten
- Cotel
- Cistec
- Instituto Cenis de Colombia.
- Instituto Técnico de Boyacá
- Instituto Francisco Galtón

## Salud
La ciudad dispone de 20 instituciones prestadoras de salud, entre las cuales se destacan:
- E.S.E. Hospital Regional de Duitama.
- Clínica Boyacá.
- Clínica Tundama.
- E.S.E Salud del Tundama.
- Biosalud.
- Fresenius Medical Care.
- Yarmuk Medical Center
- Clínica Colsubsidio (afiliados)
- Clínica Medisalud (régimen docentes)

Además, cuenta con la gestión del riesgo en desastres en todo el municipio ofrecidos por:
- Defensa Civil Duitama
- Cruz Roja Duitama
- Bomberos Duitama

## Cultura

### Eventos
Existen diversas manifestaciones culturales, deportivas y recreacionales durante todo el año. Entre ellas encontramos las más importantes:
- Feria de Duitama: Duitama celebra sus Ferias y Fiestas cada año el 6 de enero en honor al Divino niño Jesús Patrono de la Ciudad.
- Concurso Nacional de Música "Cacique Tundama": Cada año reúne a los mejores exponentes de la música andina colombiana a nivel infantil y juvenil, siendo este el concurso más antiguo del país en dichas categorías y uno de los más importantes en su género.
- Semana Internacional de la Cultura Bolivariana: (21/agosto - 27/agosto) una de las manifestaciones culturales más importantes de la región, en donde se conmemora la libertad de las 5 naciones Bolivarianas. Colombia, Venezuela, Perú, Ecuador y Bolivia. La semana tiene actividades como exposiciones de pintura, y encuentros musicales. Frecuentemente se intenta asociar a municipios vecinos permitiéndole a más público disfrutar de la genialidad de los artistas internacionales y nacionales invitados especialmente para esta semana.
- Festival Internacional de la Cultura de Boyacá (FIC): (octubre y noviembre) una semana entre agosto y septiembre. Evento que se encarga de exaltar la riqueza cultural del mundo, en especial la del "País Invitado" (nación que cambia anualmente y al cual se le hace un mayor énfasis durante este encuentro cultural); durante su celebración se enmarcan actividades como; Artesanías, Danza, Música, Teatro, Pintura, Escultura, Historia, Academia y Conciertos de artistas internacionales.
- Salón del Queso y el Vino: (Del 16 al 19 de junio) Feria Gastronómica, comercial y musical
- Tradicional Desfile de muñecos de Año Viejo: (1 de enero) Actualmente, este certamen es casi un pequeño carnaval en el que la gente aprovecha para expresar su opinión, crítica, acerca de los acontecimientos y personajes más destacados del año.
- Gran desfile de Carrozas y Comparsas' (6 de enero) Desfile inaugural de las ferias y fiestas de la ciudad.
- Carrera Atlética Internacional Los Libertadores: Importante prueba atlética que se realiza el día 1 de mayo de todos los años, y que reúne a grandes figuras del atletismo mundial.

## Ciudades hermanadas
Potenza, Italia (2009)

## Servicios públicos
- Energía Eléctrica: Empresa de Energía de Boyacá (EBSA), es la empresa prestadora del servicio de energía eléctrica.
- Gas Natural: Vanti es la empresa distribuidora y comercializadora de gas natural en el municipio.